# Chivilcoy (Mendoza)
Chivilcoy es una localidad y distrito ubicado en el departamento San Martín de la provincia de Mendoza, Argentina.
El nombre es un vocablo aborigen compuesto, chivil significa abundancia y coy agua, por lo que Chivilcoy es lugar con mucha agua. El nombre fue traído desde la Provincia de Buenos Aires donde existe una ciudad homónima en una zona de abundantes ríos y lagunas.
Es una de las zonas vitivinícolas más reconocidas de la provincia.